# Heterometra astyanax
Heterometra astyanax is een haarster uit de familie Himerometridae.
De wetenschappelijke naam van de soort werd in 1941 gepubliceerd door Austin Hobart Clark.